# Benz Elegant
La Elegant è un'autovettura prodotta dal 1900 al 1902 dalla Casa automobilistica tedesca Benz & Cie.

## Profilo e caratteristiche
La Elegant aveva il compito di proporre una vettura relativamente economica nei costi di esercizio (per i canoni dell'epoca), ma che nel contempo offrisse un allestimento particolarmente rifinito, che andasse a porsi più in alto delle varie Benz Comfortable e Dos-à-Dos prodotte in quel periodo. 

La Elegant si proponeva con due varianti di carrozzeria, phaeton e tonneau. Assieme alla Benz Mylord Phaeton, la Elegant sanciva la fine delle Benz con carrozzeria vis-a-vis, per orientarsi del tutto verso le vetture double-phaeton, dotate di due file di sedili frontemarcia. Le ultime Dos-à-Dos vennero prodotte nel 1901, per poi lasciare campo libero a questa nuova soluzione.

La Elegant era semplice ed economica nella fattura, poiché utilizzava un telaio in legno, con ruote anch'esse in legno e con pneumatici a camera d'aria. Le sospensioni erano ad assale rigido con molle a balestra, mentre i freni erano a nastro ed agivano sulle ruote posteriori. Economico anche il cambio a 2 marce. La Elegant montava un monocilindrico da 1140 cm³, lo stesso utilizzato sulle Ideal. Tale motore erogava una potenza massima di 6 CV a 980 giri/min e poteva spingere la vettura ad una velocità massima di 40-45 km/h.

Nel 1902, oltre alla Elegant, venne tolta di produzione anche la Benz Velo. Entrambe avrebbero trovato due eredi: la Benz Parsifal 8/10 PS, introdotta lo stesso anno, e la Benz Parsifal 8PS, introdotta l'anno successivo.